# Olteț
Olteț – wieś w Rumunii, w okręgu Braszów, w gminie Viștea. W 2011 roku liczyła 320 mieszkańców.